# Senden (Bayern)
Senden er den næststørste by i Regierungsbezirk Schwaben i den tyske delstat Bayern. Kommunen hører til region Region Donau-Iller i Mittelschwaben. Den ligger 12 km syd for Ulm og 45 km nord for Memmingen.

## Geografi
Senden ligger ved floden Iller og grænser op til delstaten Baden-Württemberg. Byen er med i trafiksamarbejdet Donau-Iller-Nahverkehrsverbund.

### Nabokommuner
Senden grænser til følgende kommuner (med uret, fra nord ): Neu-Ulm, Pfaffenhofen, Weißenhorn, Vöhringen og Illerkirchberg.

### Inddeling
Ud over Senden, ligger i kommunen landsbyerne:
- Aufheim
- Ay
- Freudenegg
- Hittistetten
- Witzighausen
- Wullenstetten